# Judy-Joy Davies
Judy-Joy Davies (n. 5 iunie 1928, Melbourne, Victoria, Australia – d. 27 martie 2016, Melbourne, Victoria, Australia) a fost o înotătoare ce a reprezentat Australia, medaliată olimpică. A participat la 2 ediții ale Jocurilor Olimpice (1948, 1952) în care a câștigat două medalii de bronz.